# Нива (Сакский район)
Ни́ва  (до 1948 года Теге́ш № 1; укр. Нива, крымскотат. Küçük Tegeş, Кучюк Тегеш) — село в Сакском районе Республики Крым, входит в состав Кольцовского сельского поселения (согласно административно-территориальному делению Украины — Кольцовского сельского совета Автономной Республики Крым).

## Население
| 2001 | 2014 |
| ---- | ---- |
| 406  | ↘368 |

Всеукраинская перепись 2001 года показала следующее распределение по носителям языка
| Язык             | Процент |
| ---------------- | ------- |
| русский          | 61.08   |
| украинский       | 23.65   |
| крымскотатарский | 13.05   |

### Динамика численности
| - 1915 год — 31 чел. - 1926 год — 104 чел. - 1939 год — 157 чел. - 1989 год — 458 чел. | - 2001 год — 406 чел. - 2009 год — 411 чел. - 2014 год — 368 чел. |

## Современное состояние
На 2016 год в Ниве числится 6 улиц и 2 переулка; на 2009 год, по данным сельсовета, село занимало площадь 18,6 гектаров, на которой в 144 дворах числилось 411 жителей. Работает библиотека.
Село связано автобусным сообщением с Евпаторией и соседними населёнными пунктами.

## География
Нива — село на северо-западе района, в степном Крыму, высота центра села над уровнем моря — 61 м. Соседние сёла: Кольцово в 1,5 км на восток и Великое в 5,5 км на юго-западе. Расстояние до райцентра — около 38 километров (по шоссе), ближайшая железнодорожная станция — Евпатория примерно 22 километра. Транспортное сообщение осуществляется по региональной автодороге 35Н-464 Нива — Кольцово (по украинской классификации — С-0-11216).

## История
Сохранился документ о выдаче ссуды неким Крымтаеву, Славгородскому, Тетерятникову, Кочкаревым под залог имения при деревне Тегеш Евпаторийского уезда от 5 мая 1893 года — видимо, будущий хутор Тегеш (Славгородского). В Статистическом справочнике Таврической губернии. Ч.II-я. Статистический очерк, выпуск пятый Евпаторийский уезд, 1915 год, согласно которому на хуторе Тегеш (Славгородского) Сакской волости Евпаторийского уезда числилось 3 двора с русскими жителями в количестве 22 человек приписного населения и 9 — «постороннего».
После установления в Крыму Советской власти, по постановлению Крымревкома от 8 января 1921 года № 206 «Об изменении административных границ» была упразднена волостная система и село вошло в состав Евпаторийского района Евпаторийского уезда, а в 1922 году уезды получили название округов. 11 октября 1923 года, согласно постановлению ВЦИК, в административное деление Крымской АССР были внесены изменения, в результате которых округа были отменены и произошло укрупнение районов — территорию округа включили в Евпаторийский район. Согласно Списку населённых пунктов Крымской АССР по Всесоюзной переписи 17 декабря 1926 года, в селе Тегеш № 1 (русский), Богайского сельсовета Евпаторийского района, числилось 20 дворов, все крестьянские, население составляло 104 человека, из них 86 украинцев, 16 русских, 1 эстонец, 1 записан в графе «прочие». По данным всесоюзной переписи населения 1939 года в селе проживало 157 человек.
После освобождения Крыма от фашистов, 12 августа 1944 года было принято постановление № ГОКО-6372с «О переселении колхозников в районы Крыма» и в сентябре 1944 года в район приехали первые новосёлы (150 семей) из Киевской и Каменец-Подольской областей, а в начале 1950-х годов последовала вторая волна переселенцев из различных областей Украины. С 25 июня 1946 года Тегеш в составе Крымской области РСФСР. Указом Президиума Верховного Совета РСФСР от 18 мая 1948 года, Тегеш № 1 переименовали в Ниву. 26 апреля 1954 года Крымская область была передана из состава РСФСР в состав УССР. Время включения в состав Кольцовского сельсовета пока не установлено: на 15 июня 1960 года село уже числилось в его составе. 1 января 1965 года, указом Президиума ВС УССР «О внесении изменений в административное районирование УССР — по Крымской области», Евпаторийский район был упразднён и село включили в состав Сакского (по другим данным — 11 февраля 1963 года). По данным переписи 1989 года в селе проживало 458 человек. С 12 февраля 1991 года село в восстановленной Крымской АССР, 26 февраля 1992 года переименованной в Автономную Республику Крым. С 21 марта 2014 года — в составе Республики Крым России.